# Антигуа-Гватемала
Антигуа-Гватемала (ісп. La Antigua Guatemala, відома також як Antigua або La Antigua) — місто в центральних високогір'ях Гватемали, відоме своєю добре збереженою архітектурою, що сформуавалася під впливом іспанських мудехарів і стилю Бароко у вигляді великого числа будинків та церков колоніального періоду. З 1979 року місто занесене до списку Світової спадщини ЮНЕСКО.
Антигуа-Гватемала є адміністративним центром муніципалітету з такою ж назвою та департаменту Сакатепекес.

## Історія

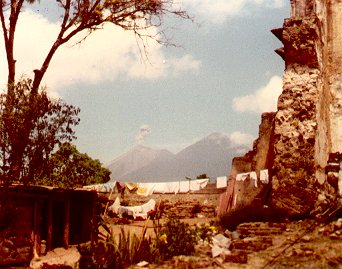
Житло селянина в руїнах колоніальної будівлі та вулкани Фуего (ліворуч) і Акатенанго на задньому плані

«Антигуа-Гватемала» (La Antigua Guatemala) означає іспанською «стара Гватемала», це місто було третьою столицею Гватемали. Перша столиця була заснована на місці міста мая-какчикель, зараз відомого як Ішимче, 25 липня 1524 року, у День Святого Якова та був названий Сантьяго-де-лос-Кабальєрос-де-Гоатемалан, а світий Яков став його покровитетем. Після кількох повстань народу какчикель столиця була перенесена на зручнішу ділянку у долині Альмолонга 22 листопада 1527 року, із збереженням оригінальної назви. Зараз це місто відома як Сьюдад-В'єха (Ciudad Vieja — «старе місто»). Коли це місто було зруйноване 11 вересня 1541 року в результаті селю, що зійшов з вулкана Агуа, уряд колонії знову вирішив перенести столицю, цього разу в долину Панчой. В результаті 10 березня 1543 року іспанці заснували місто, що зараз називається Антигуа-Гватемала, під назвою Сантьяґо-де-лос-Кабальєрос. Протягом понад 200 років це місто служило столицею уряду військового губернатора генерал-капітанства Гватемала, великого регіону, що включав майже всю Центральну Америку та сучасний мексиканський штат Чіапас. В 1566 року король Філіп II надав місту титул «Muy Noble y Muy Leal» («найблагородніший та найлояльніший»).
Максимального населення у 60 тис. мешканців місто досягло в 1770-х роках. Серія землетрусів у 1773 році зруйнувала значну частину міста, що привело до третього перенесення столиці. В 1776 році Іспанська корона наказала перенести її у безпечніше місце в Храмовій долині, де зараз розташована Гватемала, сучасна столиця країни. Це місто не отримало старої назви та було назване Нуева-Гватемала-де-ла-Асунсьйон (Nueva Guatemala de la Asunción), а його святим-покровителем стала Діва Вознесіння. Пошкоджене місто Сантьяго-де-лос-Кабальєрос було наказано залишити, хоча і не всі мешканці виконали цей наказ, і місто продовжило існувати, з того часу під назвою Антигуа-Гватемала — «Стара Гватемала». Незважаючи на значний приріст населення в 20 столітті, на початок 21 століття місто досягло лише половини колишнього населення (34 685 мешканців станом на 2007 рік).

## Туристичні місця

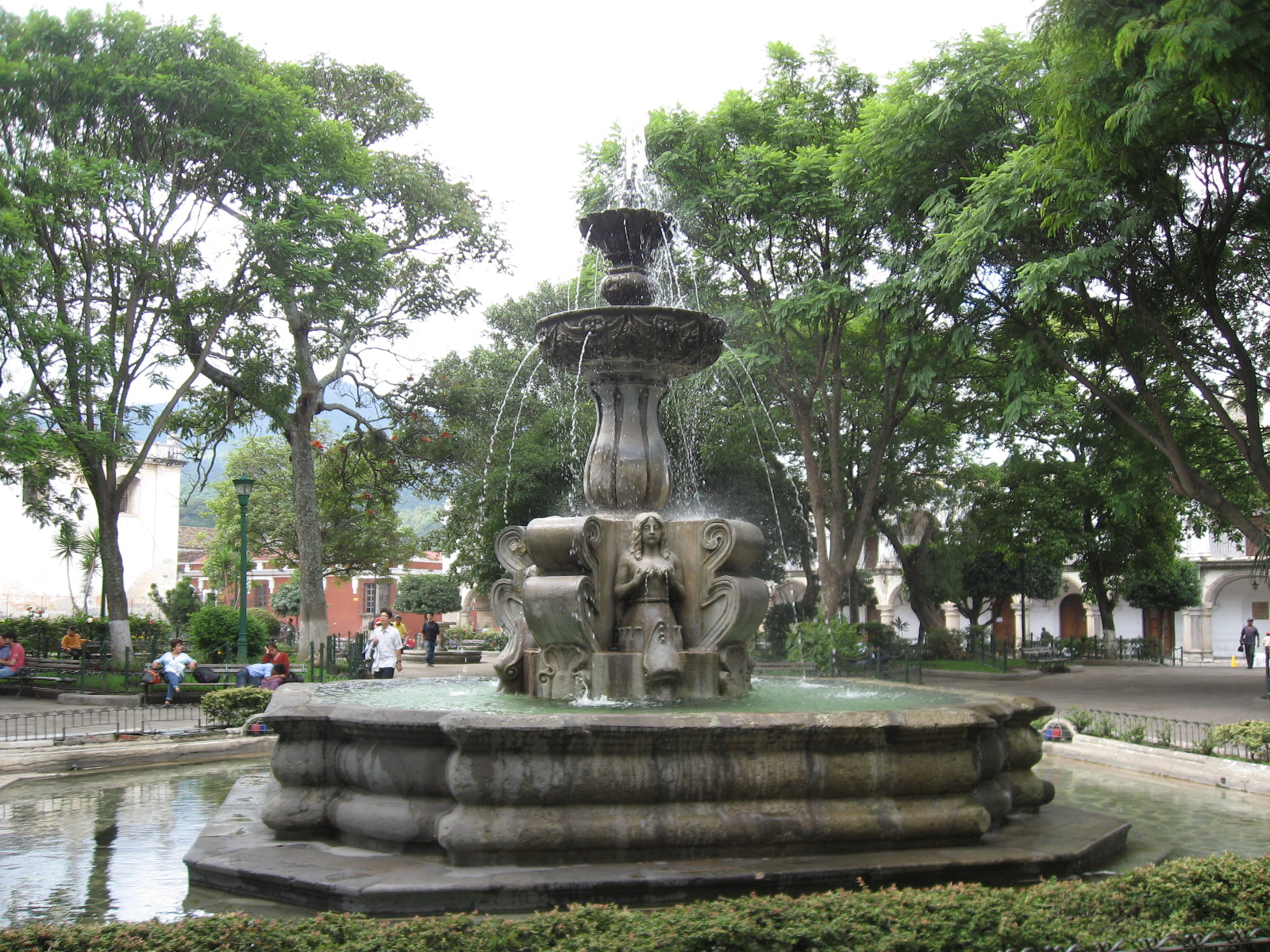
Реконструйований фонтан у Центральному парку

В центрі міста розташований Центральний парк (Parque Central), реконструйований фонтан на його території є популярним місцем зустрічей та відпочинку. Навколо парку розташована більшість архітектурним пам'яток міста, такі як арка Санта-Катарина.
Антигуа також відома своїми релігійними святами протягом Великого посту, Святого тижня та Великодня. Кожної неділі протягом Великого посту один з приходів проводить процесію вилицями міста.
Головною статтею економіки міста зараз є туризм.
Важливі будівлі та туристичні пам'ятки
- Церква і конвент Капуцинів
- Собор Сан-Хосе
- Руїни старого собору Сан-Хосе
- Музей старої зброї
- Церковна школа Христа
- Церква Сан-Франсіско
- Музей Санто-Домінґо
- Музей старої книги
- Музей колоніального мистецтва, колишній університет Сан-Карлос
- Музей нефритових виробів
- Студія і галерея мистецтва Марії Ескенасі

Вулкани

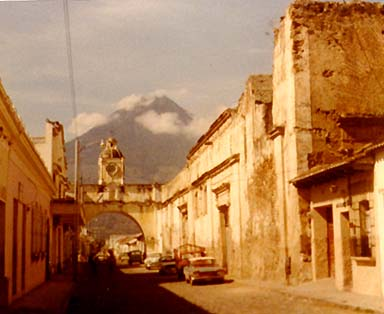
Арка Санта-Катаріна, що сполучає дві частини Старого Конвенту, вулкан Агуа на задньому плані

Біля міста розташовані три великих вулкана.
Найвеличнішим є Агуа («водяний вулкан») на південь від міста, висотою близько 3766 м. Місцеві мешканці, мая-какчикель, називають його Унапу́ (Hunapú), проте він став відомим як «водяний» після того, як селевий потік з нього зруйнував другу столицю Гватемали та змусив перенести її на місце сучасного Антигуа.
На захід від міста знаходяться ще дві вулканічних вершини: Акатенанго (висота близько 3976 м) останнього разу вивергався у 1972 році, а Фуего («вогняний вулкан», висота 3763 м), відомий постійною активністю на низькому рівні, хоча значні виверження останнім часом не відбувалися.

## Галерея

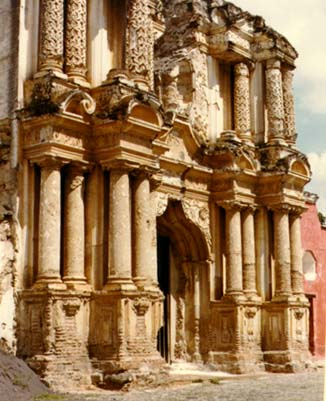
Фасад колоніальної церкви
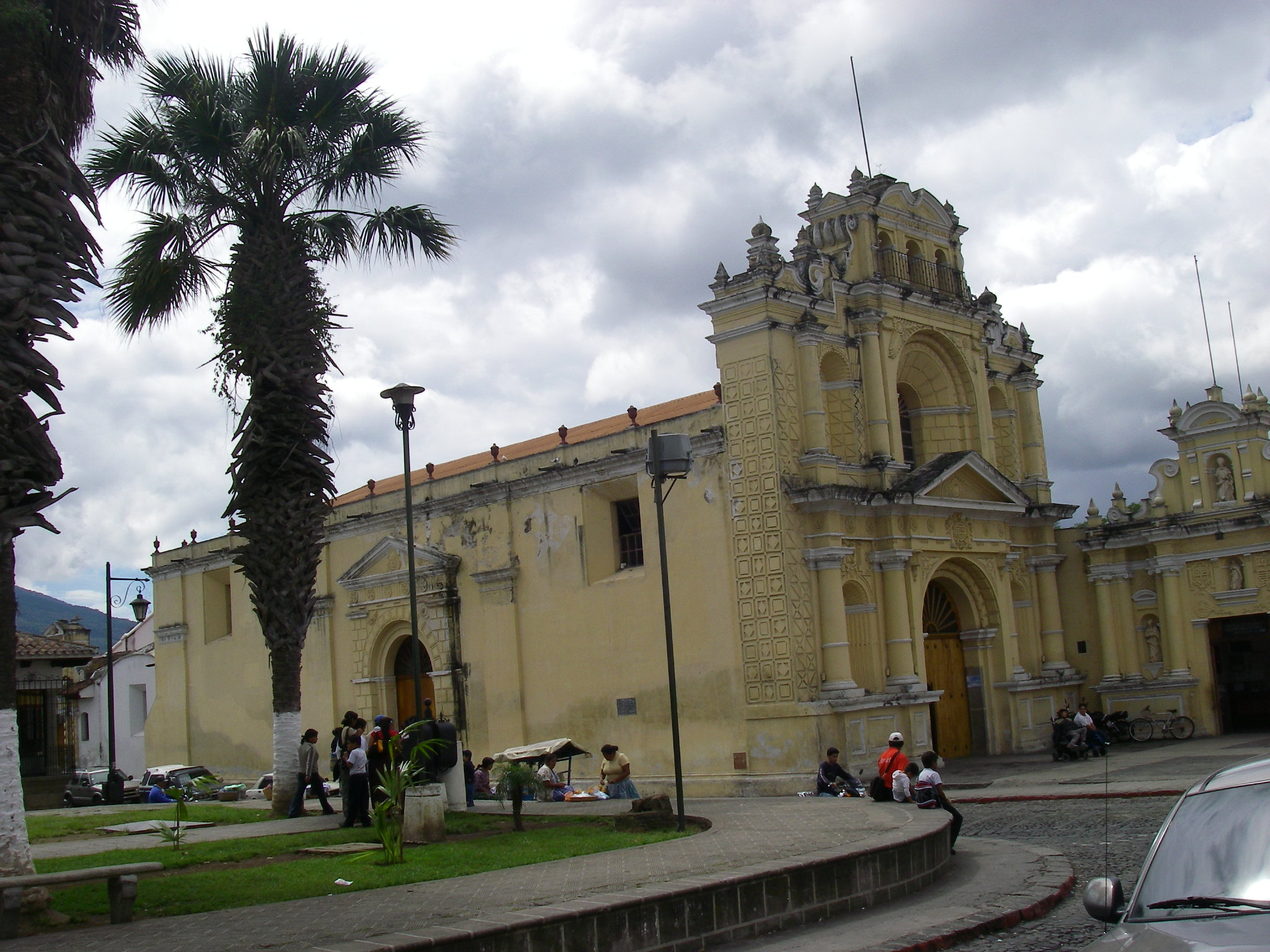
Церква Сан-Ермано-Педро
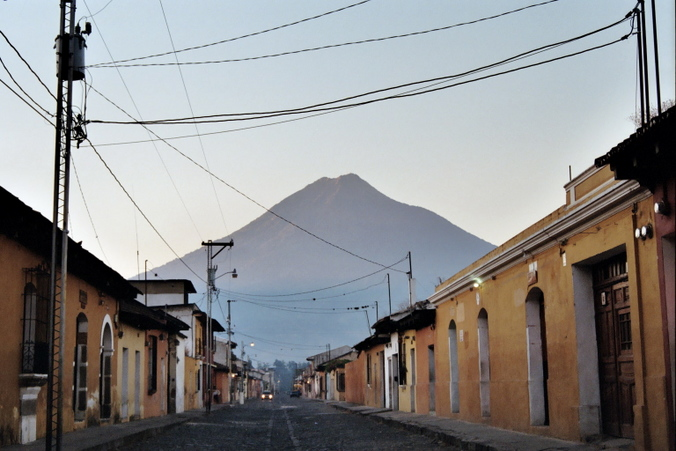
Вид на вулкан Агуа
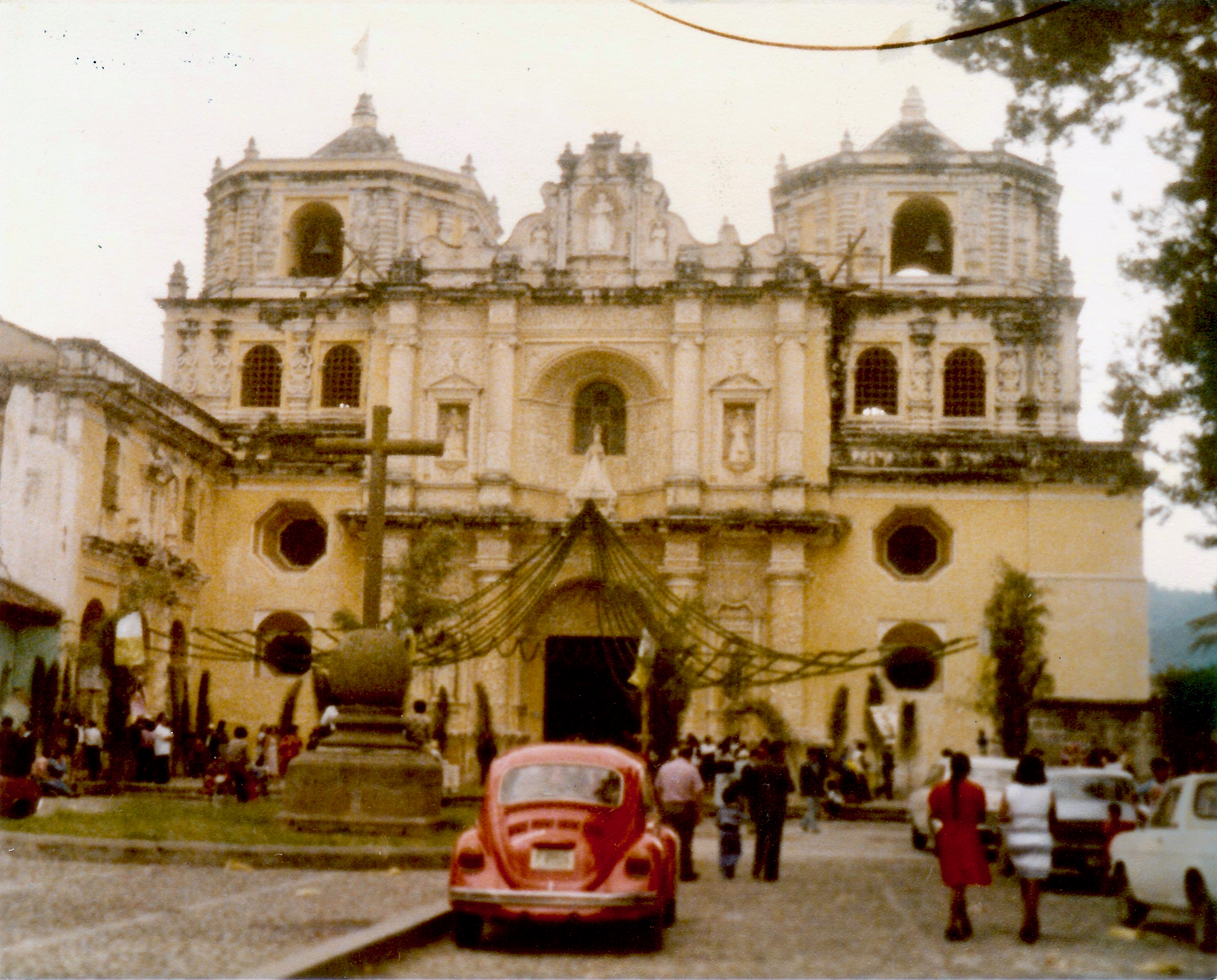
Церква Ла-Мерсед

## Ресурси Інтернету
- Antigua Daily Photo: Over 1300 Photos and Posts [Архівовано 16 грудня 2008 у Wayback Machine.] (англ.)
- Antigua Guatemala Map [Архівовано 24 грудня 2008 у Wayback Machine.]

14°34′ пн. ш. 90°44′ зх. д. / 14.567° пн. ш. 90.733° зх. д.